# طرف ثالث (سياسة)
الطرف الثالث هو مصطلح يطلق علي جهة مجهولة أو غير معروفة تقوم بافتعال الأزمات والمشاكل من اجل عدم الاستقرار والزعزعة بامن البلاد.
ويستخدمة السياسيون في العادة عندما يعجزوا عن كشف الحقيقة والتوصل الي السبب الاصلي للمشكلة
وهو في العادة يكون شخص أو جهة له مصالح من وجود عدم الاستقرار والامن في البلاد